# John Basilone

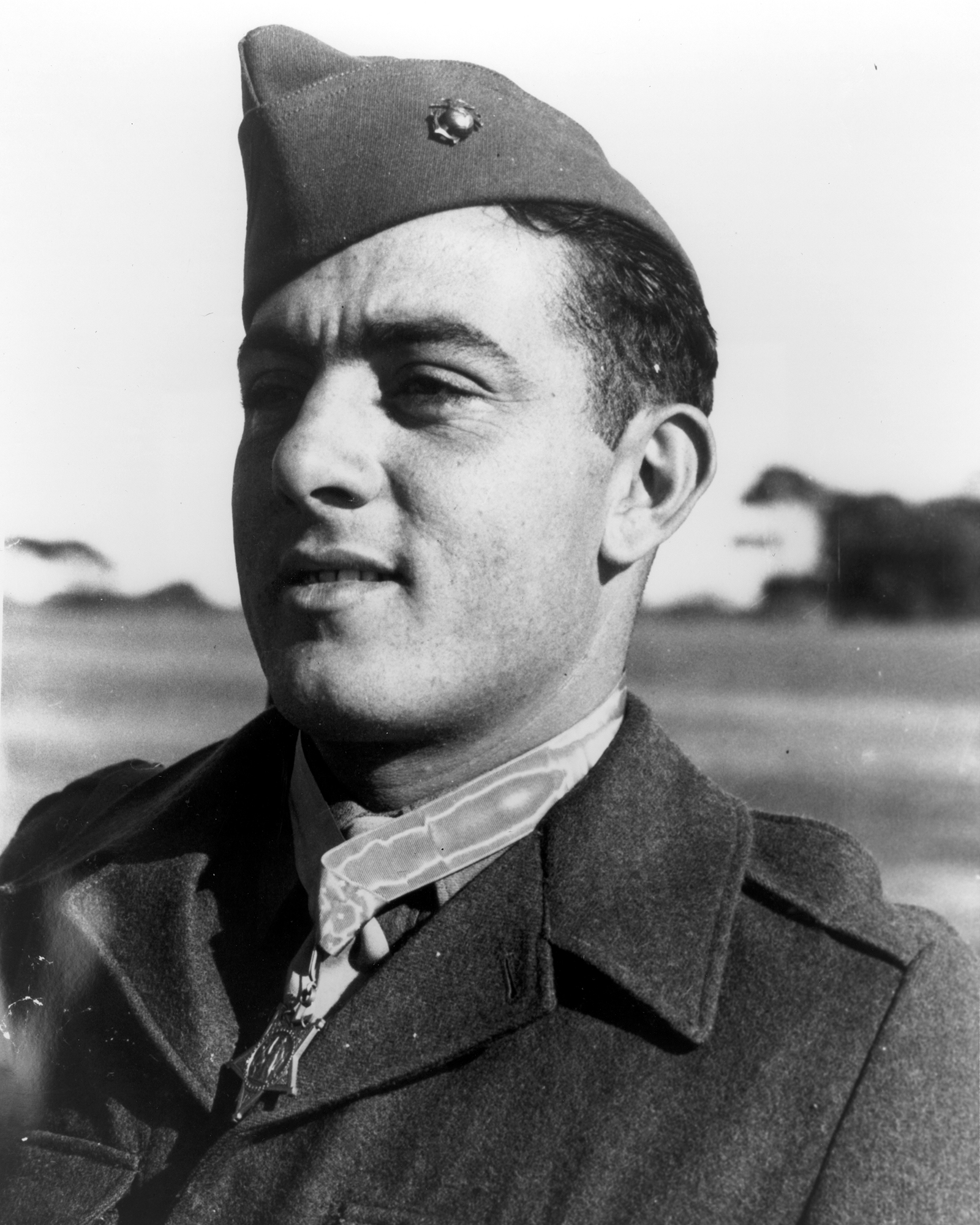
John Basilone

John Basilone (* 4. November 1916 in Buffalo, Bundesstaat New York; † 19. Februar 1945 in Iwojima, Präfektur Tokio) war ein US-amerikanischer Soldat im Range eines Gunnery Sergeants. Er war der einzige US-Marine, der während des Zweiten Weltkrieges mit der Medal of Honor und dem Navy Cross ausgezeichnet wurde.

## Frühes Leben
John Basilone kam 1916 als sechstes von zehn Kindern italienischer Einwanderer zur Welt. Er besuchte in Raritan, New Jersey die Schule und trat im Alter von 18 Jahren in die Army ein. Er wurde auf den Philippinen stationiert und machte sich als „Manila John“ einen Namen als Boxer im Halbschwergewicht.
Im Juli 1940 trat er dem Marine Corps bei und wurde in Parris Island, Quantico und New River ausgebildet. Über die Guantanamo Bay Naval Base wurde er auf die Pazifikinsel Guadalcanal verschifft, wo er als Angehöriger des 1. Bataillons des 7. Marineregiments der 1st Marine Division an den dortigen Kämpfen gegen japanische Truppen teilnahm.

## Einsätze

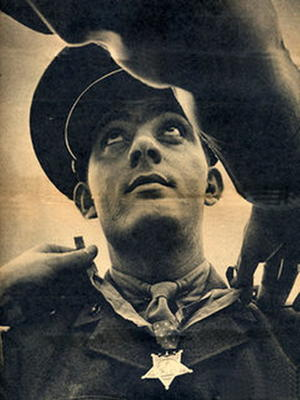
Basilone bei der Verleihung der Medal of Honor

Bei der Schlacht um das Flugfeld Henderson vom 23. bis 26. Oktober 1942 war Basilone Kommandant über 15 Mann mit vier Maschinengewehren des Typs Browning M1917. Ihm gelang dabei die Abwehr eines japanischen Großangriffes in Regiments-Stärke, wobei er persönlich eines der Maschinengewehre bediente. Als seine Einheit eingeschlossen worden war und die Munition knapp wurde, durchbrach er alleine den Einschließungsring, um Munition zu beschaffen. Nach drei Tagen und Nächten schwerster Nahkämpfe waren nur noch Basilone und zwei Kameraden einsatzfähig, doch auch das gegnerische Regiment in Stärke von etwa 3000 Mann war zerschlagen worden. Für diesen Einsatz wurde ihm die Medal of Honor verliehen.
Er wurde anschließend zum Nationalhelden erklärt und in die Vereinigten Staaten gebracht, wo er durch die USA reiste, um Kriegsanleihen zu verkaufen, zudem ehelichte er am 10. Juli 1944 Lena Mae Riggi.
Gegen teilweisen Widerstand höherer Dienststellen konnte er seine erneute Verlegung an die Front durchsetzen und wurde beim 1. Bataillon des 27. Marineregiments der 5th Marine Division bei der Schlacht um Iwojima beteiligt. Am 19. Februar 1945 ging er als Kommandant einer MG-Sektion zusammen mit etwa 30.000 weiteren Marines an Land und wurde in schwere Kämpfe verwickelt. Als seine Einheit vom Abwehrfeuer eines befestigten Blockhauses niedergehalten wurde, griff Basilone alleine und ohne Feuerschutz von der ungedeckten Flanke her die Befestigung an. Ihm gelang es dabei im Nahkampf und durch den Einsatz von Handgranaten, das Blockhaus zu zerstören und die Besatzung zu töten. Später am selben Tag lief er noch durch schweres Feindfeuer in ein Minenfeld und lotste eine Panzerbesatzung mit ihrem Fahrzeug auf sicheres Gebiet zurück.

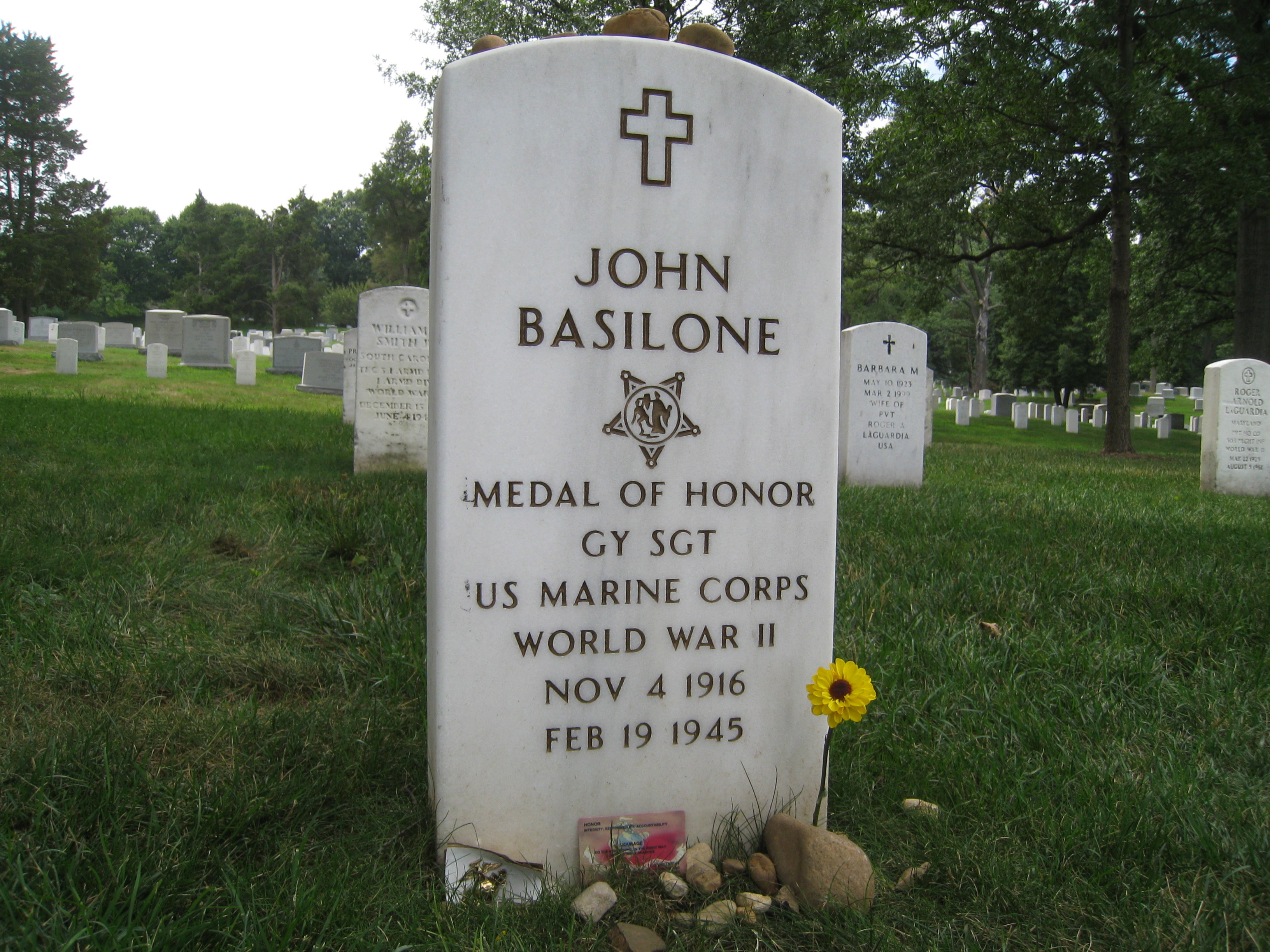
Grabstein in Arlington

Beim folgenden Sturmangriff auf das Flugfeld Nummer 1 wurde John Basilone tödlich verwundet. Für seinen außerordentlichen Heldenmut (Verleihungstext von Marineminister James V. Forrestal) jenes Tages wurde er mit dem Navy Cross, der höchsten Tapferkeitsauszeichnung der Marine, geehrt. Zu Grabe getragen wurde er am Nationalfriedhof von Arlington.

## Ehrungen
John Basilone zählte mit der Medal of Honor und dem Navy Cross zu den am höchsten ausgezeichneten Soldaten des Zweiten Weltkrieges und war darüber hinaus der einzige US-Marine des Krieges, der mit beiden Auszeichnungen geehrt wurde. Zusätzlich ist er der einzige Träger der Medal of Honor, der freiwillig in einen Krieg zurückkehrte und dabei ums Leben kam.
Die Navy benannte zwei Kriegsschiffe nach Basilone, die von 1949 bis 1977 in Dienst stehende Basilone und die seit 2024 in Dienst stehende John Basilone. Zwei Straßenabschnitte der Interstate 5 nahe der Marine Corps Base Camp Pendleton wurden in Basilone Road und Gunnery Sergeant John Basilone Memorial Highway umbenannt. Auch eine Landezone der Basis für Fallschirmtruppen wurde Basilone Drop Zone benannt.
Seine Heimatstadt Raritan ehrt ihn seit 1981 mit einer jährlich abgehaltenen Ehrenparade und stellte an einer Straßenkreuzung ein Denkmal auf, das Basilone mit einem Maschinengewehr in Händen darstellt. Zudem wurde die New Jersey Turnpike Bridge über den Fluss Raritan in Basilone Bridge umbenannt. 2005 gab der United States Postal Service eine Briefmarke mit seinem Abbild heraus. In San Diego wurde ein Platz nach ihm benannt und mit einer Büste von ihm geschmückt.
Basilone und zwei andere Marines bilden zudem die Grundlage der 2010 produzierten, zehnteiligen HBO-Miniserie The Pacific, in der sein Frontleben und seine Einsätze bis hin zu seinem Tod dargestellt werden. Die Rolle des John Basilone wird dabei von Jon Seda gespielt.